# František Sisr
František Sisr (17 de març de 1993) és un ciclista txec, professional des del 2012, actualment a l'equip CCC Sprandi Polkowice. Combina la carretera amb el ciclisme en pista.

## Palmarès en pista
- 2011
  -  Campió del món júnior en Scratch
- 2013
  -  Campió de Txèquia en madison (amb Ondřej Vendolsky)
  -  Campió de Txèquia en persecució per equips
- 2017
  -  Campió de Txèquia en puntuació

## Palmarès en ruta
- 2015
  -  Campió de Txèquia sub-23 en ruta
  - 1r a la Korona Kocich Gór
- 2016
  - Vencedor d'una etapa al Tour de Bretanya
  - Vencedor d'una etapa a l'East Bohemia Tour
- 2018
  - 1r al Tour de Drenthe
  - 1r a la Visegrad 4 Bicycle Race-GP Hungary